# 青海鸢尾
青海鸢尾（学名：Iris qinghainica）是鸢尾科鸢尾属的植物，是中国的特有植物。分布在中国大陆的青海省等地，生长于海拔2,500米的地区，常生于向阳草地及高原山坡，目前尚未由人工引种栽培。